# Arhiv zajednice
Arhivi zajednice (eng. community archive) su arhivi koje su stvorili ili akumulirali, opisali i/ili sačuvali pojedinci i grupe unutar zajednice koji žele dokumentirati svoju kulturnu baštinu na temelju zajedničkih iskustava, interesa i/ili identiteta, ponekad bez tradicionalne intervencije formalno obučenih arhivista, povjesničara i knjižničara. Temeljne aktivnosti pokrivaju dokumentiranje, snimanje i istraživanje nasljeđa zajednice, a u tome ključnu ulogu imaju angažirani članovi zajednice koji određuju opseg i sadržaj arhiva zajednice, često s fokusom na značajan zajednički događaj kao što su neredi u Fergusonu (2014. godine). Arhivi zajednica nastaju kao odgovor na potrebe koje definiraju sami članovi zajednice koji također mogu kontrolirati načine na koje se materijali koriste.
Arhivi zajednice i projekti kojima se bave predstavljaju novi pristup za informacijski rad koji je usredotočen na ključne koncepte koji se tiču skrbništva nad gradivom, razvoj zbirki, obradu, uređivanje i opise, organizaciju, predstavljanje, imenovanje, itd. Arhivi zajednica pokazuju koliko tradicionalni arhivi nisu uvijek objektivni i neutralni, što se očituje u njihovom informacijskom radu koji se bori protiv pravne i nezakonite diskriminacije, podređenosti, represije, marginalizacije te nepravda uzrokovanih povredom ljudskih prava. Objektivnost, između ostalog, polazi od neovisnosti određenog arhiva zajednice, što ovisi o tome jesu li dio javne knjižnice ili zavičajnog muzeja, inicijative za usmenu povijest, virtualne zajednice itd.
Iako su lokalne i regionalne organizacije, crkve i muzeji prikupljali zapise o određenim zajednicama generacijama, arhivi zajednica porasli su u broju i popularnosti tijekom 1970-ih i 1980-ih, za što Anne Gilliland i Andrew Flinn vjeruju da je djelomično posljedica povećanog interesa za usmenu povijest i predstavljanje zajednica koji su se javili kao odgovor na pojavu antiratnog pokreta, pokreta protiv establišmenta, pokreta za građanska prava i studentskog aktivizma 1960-ih.
Rad arhiva zajednice dobivao je malo priznanja od strane arhivskih znanstvenika sve do ranih 2000-ih, kada je nekoliko objavljenih studija istraživalo odnose između zajednica, arhiva i kolektivnog sjećanja. Owning Memory: How a Caribbean Community Lost Its Archives and Found His History Jeannette Bastian smatra se jednom od najznačajnijih publikacija tog tipa. Bastian govori o iskustvu naroda Američkih Djevičanskih otoka i njihovom nastojanju da ponovno izgrade svoju “kuću sjećanja” nakon što im je oduzeta lokalna kontrola nad gotovo svim vladinim dokumentima i zapisima od strane njihovih povijesnih i sadašnjih kolonijalnih vladara. Bastianin rad uvodi nekoliko ključnih pojmova, uključujući pojam "zajednice zapisa" koji potvrđuje da su zajednice entiteti koji stvaraju dokumente i čiji je doprinos potreban za kontekstualizaciju zapisa koje stvaraju. 

## Metode
Arhivi zajednice mogu se razvijati kroz participativne ili autonomne prakse te se mogu pojaviti u fizičkim i virtualnim prostorima, uključujući digitalizaciju raspršenih fizičkih materijala. Model participativnog arhiva definirao je Isto Huvila 2008. godine da bi raspravljao o tome kako pojedinci aktivno i svjesno sudjeluju u stvaranju zajedničke baštine. Oslanjajući se na ideju kulture sudjelovanja (za razliku od potrošačke kulture ), fokus zbirke sudjelovanja je stvaranje mogućnosti za građanski angažman i umjetničko izražavanje, potičući sudionike da dijele informacije i resurse sa zajednicom kako bi postigli zajednički cilj. Okosnice autonomnih arhiva uvele su 2010. Shauna Moore i Susan Pell kako bi opisale zbirke utemeljene u zajednici koje su konstituirane kao namjerni društveni i politički činovi od strane i za nove javnosti, koje često provode oni koji su tradicionalno bili isključeni iz dominantnog kulturnog diskursa.
Čin okupljanja raspršenih zapisa na mreži, koji se također naziva "virtualno ponovno ujedinjenje", može potaknuti cjelovitije razumijevanje povijesti zajednice i ojačati veze zajednice. Međutim, zajednice koje same ne mogu podržati te napore, ali žele ostati autonomne, mogu se suočiti s dodatnom složenošću zbog tehnološke infrastrukture potrebne da se osigura razvoj zbirki na platformi koja se može podržavati i održavati tijekom vremena.

## Izazovi
Kako je izraz "arhiv zajednice" stekao popularnost, primjenjivao se na različite načine, uključujući i kao način označavanja sudjelovanja zajednice u stvaranju i očuvanju znanja na načine koji mogu dovesti u pitanje postojeće dominantne povijesne i političke narative. Međutim, dvosmislenost svojstvena definiranju pojmova " zajednice " i " arhiva " komplicira pokušaje rasprave i definiranja onoga što se podrazumijeva pod "arhivima zajednice". Stoga je dopuštanje ovim neovisnim subjektima da označe i definiraju svoje organizacije i misije jedan od važnih načina za podršku njihovim aktivnostima.
Bez obzira smatraju li arhivi zajednice svoja nastojanja političkim, vršenje kontrole nad dokumentacijom i pripovijedanjem zajednice inherentno skreće pozornost na pitanja moći koja se očituju u tradicionalnim pristupima stvaranju i održavanju arhiva. Kako interes i broj arhiva zajednice rastu na globalnoj razini, prilike za dokumentiranje i dijeljenje tih napora i materijala s javnošću mogu rezultirati napetostima između dionika arhiva zajednice i stručnjaka za baštinu koji su obučeni s naglaskom na pravnom, intelektualnom i fizičkom kontrolom zapisa.
Budući da se mnogi arhivi zajednice razvijaju kao neovisni društveni prostori često različiti od dominantnog narativa, njihovi organizacijski zastupnici mogu se oduprijeti arhivskim etiketama i/ili intervencijama obučenih stručnjaka iz zabrinutosti da bi zbirke mogle biti apsorbirane od strane formalnih institucija i učinjene nedostupnima njihovim zajednicama. Stoga su pitanja neovisnosti i autonomije u prvom planu arhivskih identiteta zajednice, čak i ako traže partnerstva ili dobrodošlu potporu institucija tradicionalne kulturne baštine.

## Arhivi zajednice u Hrvatskoj
Na području Hrvatske, arhivi zajednice najviše postoje u sklopu nacionalnih manjina, a ponešto i u sklopu vjerskih zajednica.  U sklopu nacionalnih manjina postoji nekoliko manjinskih udruga: Savez mađarskih udruga, Srpsko narodno vijeće, Srpsko kulturno društvo "Prosvjeta", Unija zajednica Albanaca u RH, Zajednica Makedonaca u Republici Hrvatskoj, Bošnjačka nacionalna zajednica Hrvatske, Unija Roma Hrvatske, Koordinacija židovskih općina u Republici Hrvatskoj, Savez slovenskih društava u Republici Hrvatskoj, Nacionalna zajednica Crnogoraca Republike Hrvatske... Udruge se većinom bave digitalizacijom gradiva koje je nužno za njihov rad pa se tu nalaze financijska izvješća i zapisnici sjednica i skupština. Sukladno arhivu zajednice, sav posao unutar udruga obavljaju članovi udruga te ne postoji osoba koja se bavi samo arhivskim gradivom.